# Another Mind
| 専門評論家によるレビュー | 専門評論家によるレビュー |
| レビュー・スコア         | レビュー・スコア         |
| 出典                     | 評価                     |
| ------------------------ | ------------------------ |
| Allmusic                 | [ 1 ]                    |

『Another Mind』（アナザーマインド）は、上原ひろみがテラークより発売した世界デビューアルバム。アメリカ盤は2003年4月22日に、国内盤は6月25日にユニバーサル・ミュージック・ジャパン (UCCT-1090) より発売された。

## 収録曲
| 全作曲: 上原ひろみ。 |                                                           |       |            |       |
| #                    | タイトル                                                  | 作詞  | 作曲・編曲 | 時間  |
| 1.                   | 「XYZ」                                                   |       | 上原ひろみ | 5:37  |
| 2.                   | 「ダブル・パーソナリティ」(Double Personality)            |       | 上原ひろみ | 11:57 |
| 3.                   | 「サマー・レイン」(Summer Rain)                           |       | 上原ひろみ | 6:07  |
| 4.                   | 「ジョイ」(Joy)                                           |       | 上原ひろみ | 8:29  |
| 5.                   | 「010101 (バイナリー・システム)」(010101 (Binary System)) |       | 上原ひろみ | 8:23  |
| 6.                   | 「トゥルース・アンド・ライズ」(Truth and Lies)            |       | 上原ひろみ | 7:20  |
| 7.                   | 「ダンサンド・ノ・パライーゾ」(Dançando no Paraiso)       |       | 上原ひろみ | 7:39  |
| 8.                   | 「アナザー・マインド」(Another Mind)                      |       | 上原ひろみ | 8:44  |
| 9.                   | 「トムとジェリー」(The Tom and Jerry Show)                |       | 上原ひろみ | 6:05  |
| 合計時間:            | 合計時間:                                                 | 70:21 |            |       |

「The Tom And Jerry Show」はボーナストラック

## 参加ミュージシャン
- 上原ひろみ - ピアノ、キーボード
- ミッチ・コーン - ベース  (M1-3, M6, M8)
- デイヴ・ディセンゾ - ドラム
- ゲスト
  - アンソニー・ジャクソン - ベース (M4, M5, M7)
  - ジム・アドグレン - アルト・サックス (M2, M3)
  - デイヴ・フュズィンスキー - ギター (M2)

## 制作クレジット
- プロデューサー - リチャード・エヴァンズ (Richard Evans)、アーマッド・ジャマル  (Ahmad Jamal)
- エグゼクティブ・プロデューサー - ロバート・ウッズ (Robert Woods)
- プロダクション・スーパーバイザ - エリカ・ブレナー (Erica Brenner)
- エデット - マイケル・ビショップ (Michael Bishop)、トッド・ブラウン (Todd Brown)
- エンジニア - マイケル・ビショップ、アーマッド・ジャマル
- アシスタント・エンジニア - ピーター・ドリス (Peter Doris)、Aya Takemura
2002年9月16-18日 ニューヨーク、アバター・スタジオ CにてDSD 録音/マスタリング/ミキシング
- ピアノ調律師 - トム・シーハン (Tom Sheehan)、Masahiro "Max" Michimoto
- アート・ディレクション＆デザイン - アニルダ・カラスキージョ (Anilda Carrasquillo)
- 写真 - マーク・ベーア (Mark L. Baer)
- メイクアップ - マリア・ポンシアノ (Maria Ponsiano)
- ライナーノーツ - 上原ひろみ

## 受賞歴
- 2004年　第18回日本ゴールドディスク大賞　ジャズ・アルバム・オブ・ザ・イヤー受賞[2]

## 発売履歴
| 地域     | リリース日     | レーベル | 規格                   | カタログ番号 | 備考         |
| -------- | -------------- | -------- | ---------------------- | ------------ | ------------ |
| アメリカ | 2003年4月22日  | テラーク | 12cmCD                 | CD-83558     | stereo       |
| 日本     | 2003年4月22日  | テラーク | デジタル・ダウンロード | 442684906    | iTunes Store |
| 日本     | 2003年4月22日  | テラーク | デジタル・ダウンロード | B01HMLMNH2   | Amazon.co.jp |
| 日本     | 2003年6月25日  | テラーク | 12cmCD                 | UCCT-1077    |              |
| 日本     | 2004年9月8日   | テラーク | ハイブリッドSA-CD      | UCGT-7002    |              |
| 日本     | 2004年9月8日   | テラーク | 12cmCD                 | UCCT-9016    |              |
| 日本     | 2013年11月20日 | テラーク | SHM-CD                 | UCCT-9028    | 5枚組        |